# 다테야마 구로베 알펜 루트

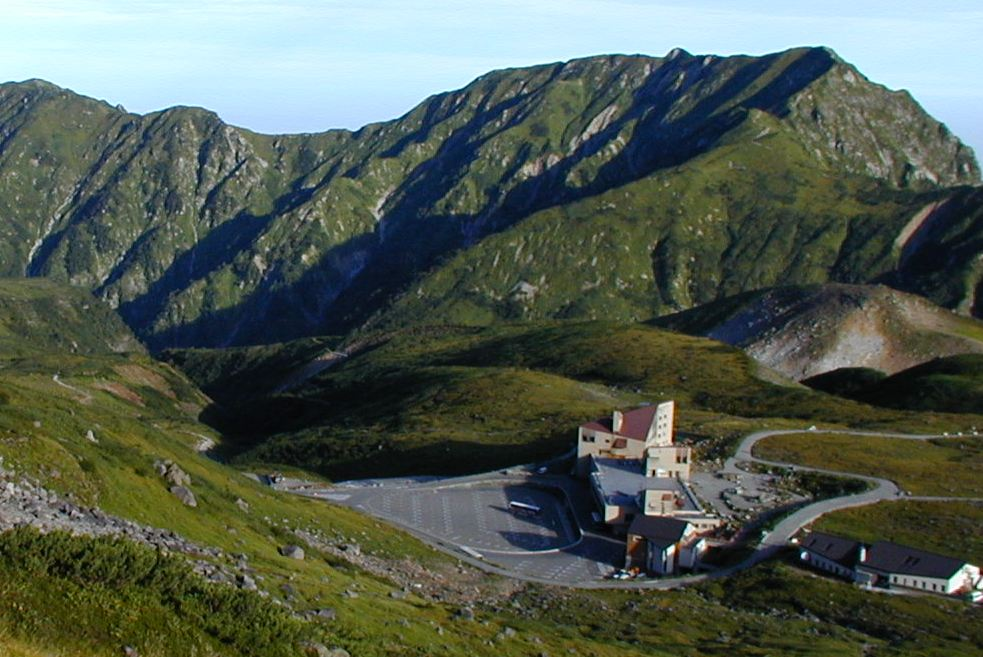
다테야마 터널 트롤리버스의 무로도역

다테야마 구로베 알펜 루트(일본어: 立山黒部アルペンルート)는 일본 도야마현 나카니카와군 다테야마정의 다테야마역과 나가노현 오마치시의 오기자와역을 연결하는, 총 연장 37.2 km의 산악 관광 루트다. 1970년 7월 1일에 명명되어, 1971년 6월 1일에 모든 노선이 개통했다.
덴테쓰도야마역에서 다테야마 역까지, 그리고 오기자와역에서 나가노역까지를 포함하는 경우도 있다.

## 같이 보기
- 주부 산악 국립공원
- 일본의 관광